# Haribo
Haribo es una empresa alemana dedicada a la producción de golosinas. La marca es un acrónimo ideado por su fundador, Hans Riegel, el 13 de diciembre de 1920. Está formado por las dos primeras letras de su nombre más el de la ciudad donde instaló su primera fábrica, Bonn (Hans Riegel, Bonn).

## Historia
Dos años después de la fundación de Haribo, su fundador Hans Riegel creó los osos de goma, que en aquella época se llamaban Tanzbären (osos bailarines). Actualmente, Haribo fabrica todo tipo de golosinas además de los osos de goma, como caramelos, regaliz, etc.
Tras la muerte de Hans Riegel, la firma quedó en manos de sus hijos Hans y Paul. Hans Riegel hijo dirigió el negocio, mientras que Paul Riegel se encargó del departamento de investigación y desarrollo y no aparecía nunca en público.

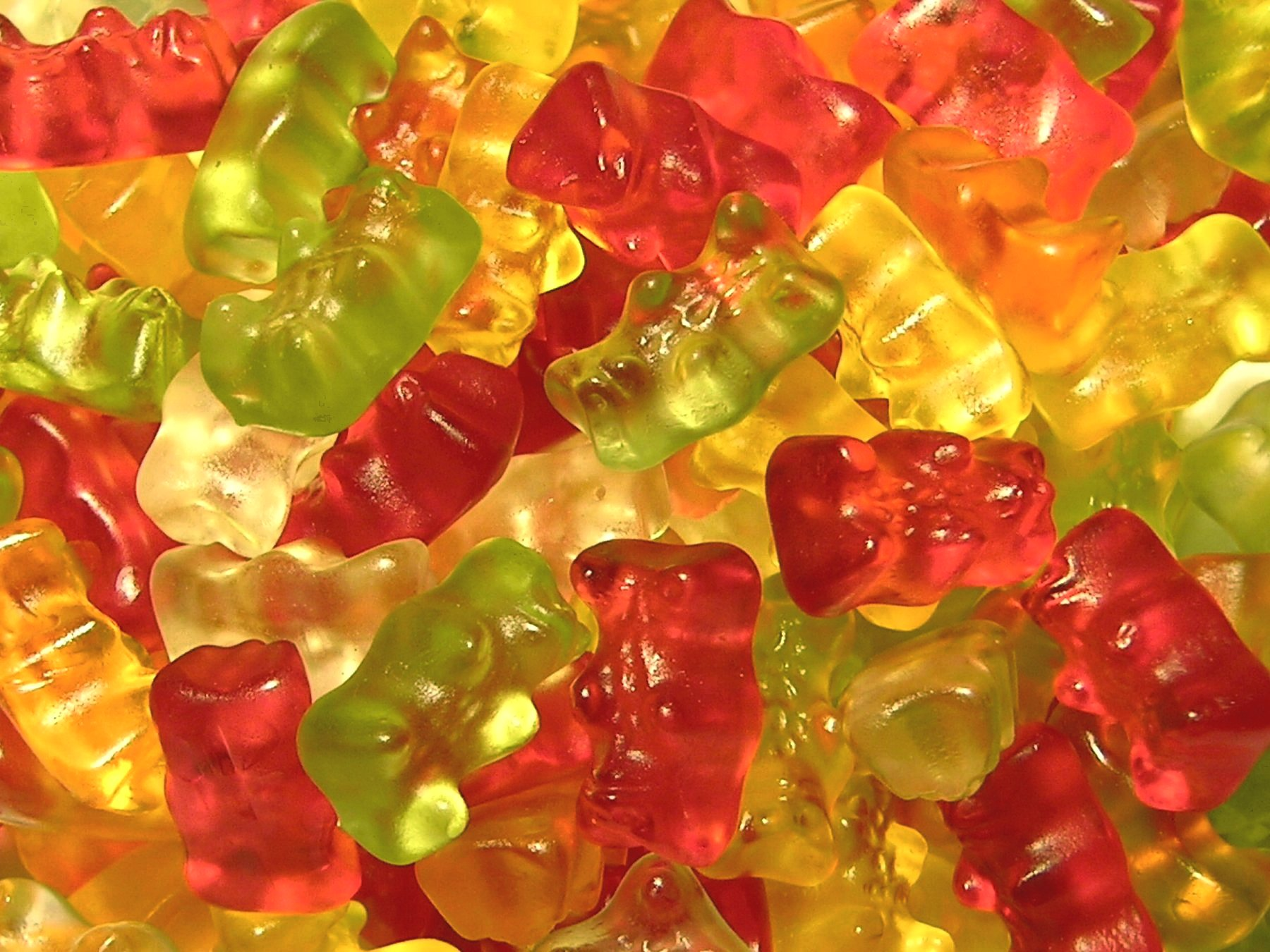
Osos de goma de Haribo.

Haribo tiene más de 6000 trabajadores, 5 fábricas en Alemania y 13 más en el resto de Europa. La sede social de la empresa sigue siendo, desde su fundación, Bonn. En junio de 2003, los productos de Haribo se vendían en más de cien países. En octubre de 2003, Hans Riegel hijo dio a conocer por televisión el nombre de su sucesor, su sobrino Hans-Jürgen Riegel, que actualmente dirige la filial francesa. 
El eslogan de la empresa es, desde el año 1962, 'Haribo macht Kinder froh und Erwachsene ebenso (Haribo hace felices a los niños y también a los mayores). Según una encuesta de la cadena de televisión Kabel1, es el eslogan más conocido de Alemania. El autor cobró 20 antiguos marcos (Reichsmark) por este eslogan, ideado en 1935, que se ha traducido a numerosas lenguas. En lengua castellana, para preservar la rima, se convierte en "Haribo, dulces sabores / para pequeños y mayores",aunque en España, se cambió a "Vive un sabor mágico, ven al mundo Haribo" mientras que en francés el eslogan se traduce a "Haribo, c'est beau la vie / pour les grands et les petits", y en italiano a "Haribo è la bontà / che si gusta ad ogni età". En inglés es "Kids and grown-ups love it so / the happy world of Haribo" y en neerlandés es "Haribo maakt kinderen blij / volwassenen horen ook daarbij".
Desde 1991, el presentador de televisión Thomas Gottschalk es la imagen de la empresa. En enero de 2006, esta larga colaboración publicitaria entró en el Libro Guinness de los récords.
El grupo Haribo también es propietario de otras empresas del sector, como por ejemplo Maoam, BärenSchmidt y Dulcia.

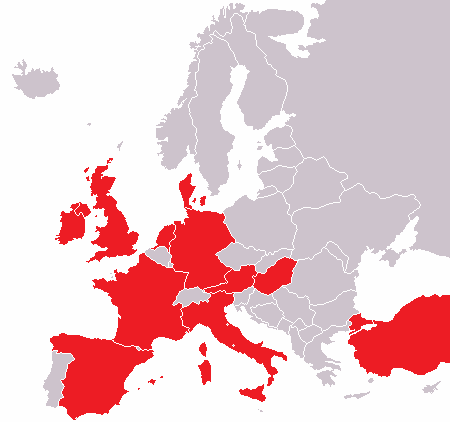
Fábricas Haribo en Europa.